# Sant Llorenç d’Hortons
Sant Llorenç d’Hortons település Spanyolországban, Barcelona tartományban. Lakosainak száma 2617 fő (2024).

## Földrajza
Sant Llorenç d’Hortons Masquefa, Sant Esteve Sesrovires, Gelida, Sant Sadurní d’Anoia és Piera községekkel határos.

## Népesség
A település lakosságának változását az alábbi diagram mutatja:
| Lakosok száma | 136  | 1299 | 1075 | 992  | 955  | 1939 | 2419 | 2517 | 2413 | 2617 |
|               | 1717 | 1887 | 1936 | 1960 | 1986 | 2004 | 2009 | 2014 | 2019 | 2024 |